# Max Keller (Politiker)
Max Rudolf Keller (* 5. Dezember 1883 in Lörrach; † 1969) war ein deutscher Verwaltungsjurist und von 22. April 1945  bis zum 8. November 1945 Oberbürgermeister von Freiburg.

## Leben
Der Sohn des Baurats Max Keller und seiner Frau Lina (geb. Schilling) besuchte die Gymnasien von Freiburg, Lörrach und Wertheim. 1913 schrieb er an der Ruprecht-Karls-Universität Heidelberg seine Dissertation über Religiöse Kindererziehung nach badischem Recht.
Die Nationalsozialisten betrauten am 16. April 1945 den Juristen und Oberrechnungsrat Dr. Max Keller in einer Notverwaltung mit der „zukünftigen Wahrnehmung der Aufgaben des Oberbürgermeisters im Falle der Feindbesetzung“. Keller hatte nicht der NSDAP angehört, war deshalb auch nach dem Einmarsch der französischen Truppen am 22. April „persona grata“ und wurde als „Gemeindeoberhaupt der Stunde Null“ akzeptiert.
Ende April befahlen die Franzosen Keller, etwa 2000 Männer im Alter von 16 bis 55 Jahren, möglichst „nazis typiques“ (also dem Naziregime nahestehende), zu Aufräumungsarbeiten aufzubieten. Am 15. Mai 1945 erfolgte der Befehl, ein „camp de concentration pour internés politiques“ (dt. Internierungslager für politische Häftlinge) einzurichten. In diesem Lager an der Idingerstraße sollten 3000 Häftlinge, darunter 500 Frauen Platz finden. Erst am 1. Mai 1949 wurde das Lager geschlossen.
Am 1. Juni bestätigte die französische Militärregierung den mit seinem Fachwissen unentbehrlichen Keller offiziell als Oberbürgermeister. Vier Tage später wurden 120 Personen, darunter ein großer Teil höherer Beamter, suspendiert oder aus dem städtischen Dienst entlassen, doch Keller gelang es, die durch diese Entnazifizierungsmaßnahmen gelähmte Stadtverwaltung zu neuem Leben zu erwecken. Wohnungen und Nahrung mussten für die schwer zerstörte Stadt beschafft und dies mit den Forderungen der Besatzungsmacht nach Wohnraum und Lebensmitteln (die Franzosen versorgten sich im Gegensatz zu den US-Amerikanern aus den besetzten Gebieten) in Einklang gebracht werden. Die Forderung der französischen Behörden nach Entfernung von Nazisymbolen unterstützte Keller Ende April durch entsprechende Aufträge an das Tiefbauamt unter Baurat Schneider, das Hochbauamt unter Joseph Schlippe sowie an das Gartenamt unter Robert Schimpf. Zudem veröffentlichte er einen Aufruf im Amtsblatt vom 27. Juni 1945: „Schluß mit den Nazi-Emblemen! Ich fordere die Bevölkerung hiermit auf, diesem unwürdigen Zustand sofort durch Beseitigung aller derartiger Zeichen abzuhelfen und damit auch äußerlich den Willen zu bekunden, endgültig von dem verruchten Nazi-System abzurücken“.
Am 8. November 1945 löste Wolfgang Hoffmann den erkrankten Keller im Amt ab. Bei der Verabschiedung hieß es, Keller habe sich das „Vertrauen der Militärregierung“ erworben. Dabei musste er häufig „zum Wohle der Bevölkerung Mut zur Unpopularität“ beweisen, was ihm auch Kritik eintrug.